# Pescheløya
Pescheløya est une île du Svalbard dans le Détroit d'Hinlopen. Elle fait partie de l'archipel des Bastianøyane dont elle est la troisième île en superficie.
Elle est formée de falaises de basalte qui atteignent 32 m au nord et 39 m au sud de l'île.
Les îles les plus proches sont celles de Langeøya, située 900 m au nord et Wilhelmøya, située 4,7 km au nord-ouest. 
L'île a été découverte en 1867 par Nils Fredrik Rønnbeck, un explorateur polaire suédo-norvégien, le premier à réussir à faire le tour du Spitzberg en bateau.
L'île a été nommée lors de la première expédition polaire allemande en 1868. L'île doit son nom à Oscar Peschel, un géographe allemand.
La faune de l'île se résume principalement aux ours polaires.